# Dryadonycteris capixaba
Dryadonycteris capixaba (Nogueira, Lima, Peracchi & Simmons, 2012) è un pipistrello della famiglia dei Fillostomidi, unica specie del genere Dryadonycteris (Nogueira, Lima, Peracchi & Simmons, 2012), endemico del Brasile.

## Etimologia
L'epiteto generico deriva dalla combinazione della parola Driade, ovvero nella mitologia greca la ninfa dei boschi ma anche il termine assegnato dal botanico Carl Friedrich Philipp von Martius al bioma delle foreste atlantiche brasiliane dove questa specie è endemica e dal suffisso greco -nycteris, riferito ai pipistrelli. Il termine specifico è invece una parola in lingua tupi che designa le popolazioni native dello stato di Espírito Santo.

## Descrizione

### Dimensioni
Pipistrello di piccole dimensioni, con la lunghezza della testa e del corpo tra 49,9 e 56,4 mm, la lunghezza dell'avambraccio tra 29,1 e 32,3 mm, la lunghezza della coda tra 4,4 e 6,4 mm, la lunghezza del piede tra 7,5 e 8,3 mm, la lunghezza delle orecchie tra 9 e 10 mm e un peso fino a 5 g.

### Caratteristiche craniche e dentarie
Il cranio presenta un rostro più corto della scatola cranica, che si affusola delicatamente verso l'estremità all'altezza dell'ultimo premolare, per poi espandersi insolitamente nelle ossa mascellari. Le ossa pre-mascellari sono ben sviluppate e fornite di due piccoli fori circolari. La cresta sagittale è mancante. Le arcate zigomatiche sono incomplete. Gli incisivi superiori sono piccoli, i canini sono delicati e compressi lateralmente. Mancano gli incisivi inferiori.
Sono caratterizzati dalla seguente formula dentaria:

### Aspetto
La pelliccia è lunga. Le parti dorsali sono marroni scure, mentre le parti ventrali sono più chiare. Il muso è allungato, con la mandibola evidentemente sporgente. La foglia nasale è formata da una porzione posteriore a forma di lancia triangolare, senza nessun rilievo longitudinale mentre la parte anteriore è a forma di ferro di cavallo e unita al labbro superiore, dove sono posizionate due papille ben sviluppate. Due file di vibrisse scorrono lungo i lati del muso. Le orecchie sono piccole, con la punta arrotondata, con il margine interno fortemente convesso e quello esterno praticamente diritto. Il trago è lungo circa un terzo del padiglione auricolare, a forma di spatola e con un lobo basale anteriore. L'avambraccio è per due terzi ricoperto di peli. Le membrane alari sono marroni scure e attaccate posteriormente alla base delle dita dei piedi. L'uropatagio è relativamente lungo, marrone scuro e cosparso di corti peli sulla superficie superiore. Il calcar è lungo circa quanto il piede, mentre la coda è corta.

## Biologia

### Alimentazione
Si nutre di nettare e polline.

## Distribuzione e habitat
Questa specie è conosciuta soltanto nella municipalità di Linhares, nella parte settentrionale dello stato brasiliano di Espírito Santo e presso il parco statale del Rio Doce nella parte orientale dello stato di Minas Gerais
Vive nelle foreste semi-decidue alluvionali a circa 60 metri di altitudine.

## Conservazione
Questa specie, essendo stata scoperta solo recentemente, non è stata sottoposta ancora a nessun criterio di conservazione.